# محمدفرهاد عظیمی
محمد فرهاد عظیمی (زاده ۱۳۵۵ شهر مزار شریف بلخ) سیاستمدار افغانستانی، استاد دانشگاه بلخ، رئیس سابق شورای ولایتی بلخ و نماینده مردم بلخ در دوره شانزدهم مجلس نمایندگان بود. او در مجلس شانزدهم نمایندگان افغانستان مدتی رئیس و عضو کمیسیون امور تقنینی بوده و قبلاً سفیر و نماینده فوق‌العاده جمهوری اسلامی افغانستان در قزاقستان بوده و نیز والی ولایت بلخ در زمان جمهوری اسلامی افغانستان بود.

## زندگی‌نامه
محمد فرهاد عظیمی زاده ۱۳۵۵ از شهر مزار شریف ولایت بلخ می‌باشد. او تحصیلات مدرسه‌ای خود را در لیسه باختر در مزار شریف به پایان رسانیده‌است. وی تحصیلات عالی خود را با دریافت مدرک لیسانس خود را از دانشکده حقوق بلخ و مدرک فوق لیسانس (ماستری) خود را در رشته حقوق عمومی از دانشگاه تجارتی دولتی کشور تاجیکستان اخذ کرده‌است. وی مدتی به عنوان پناهنده در کشور هلند زندگی می‌کرد و در سال ۲۰۰۵ به افغانستان بازگشت.

## دیگر فعالیت‌ها
دیگر فعالیت‌های او:
- برنامه ساز کامپیوتر در کشور هلند.
- استاد دانشکده حقوق دانشگاه بلخ (۲۰۰۵–۲۰۱۰)
- رئیس شورای ولایتی بلخ.
- عضو پارلمان (ولسی جرگه) دوره شانزدهم
- نائب منشی مجلس نمایندگان.
- رئیس کمیسیون امور تقنینی (قانون‌گذاری) پارلمان.